# Giuseppe Calcaterra
Giuseppe Calcaterra (Cuggiono, província de Milà, 9 de desembre de 1964) és un ciclista italià, ja retirat, que fou professional entre 1985 i 2001. En el seu palmarès destaquen una victòria d'etapa al Giro d'Itàlia de 1987 i una a la Volta a Espanya de 1994.

## Palmarès
- 1984
  - 1r al Trofeu Antonietto Rancilio
- 1985
  - 1r a la Freccia dei Vini
- 1987
  - 1r a la Niça-Alassio
  - Vencedor d'una etapa del Giro d'Itàlia
  - Vencedor d'una etapa de la Setmana Siciliana
- 1990
  - Vencedor d'una etapa de la Midi Libre
- 1993
  - 1r al Giro dels Apenins
  - 1r al Giro di Puglia i vencedor d'una etapa
- 1994
  - Vencedor d'una etapa de la Volta a Espanya
  - Vencedor d'una etapa de la Volta a Suècia

### Resultats al Tour de França
- 1990. 118è de la classificació general
- 1991. 149è de la classificació general
- 1996. Abandona (6a etapa)
- 1998. Abandona (15a etapa)
- 1999. Abandona (15a etapa)

### Resultats al Giro d'Itàlia
- 1987. 106è de la classificació general. Vencedor d'una etapa
- 1989. 123è de la classificació general
- 1991. 117è de la classificació general
- 1992. 138è de la classificació general
- 1993. 96è de la classificació general
- 1994. 79è de la classificació general
- 1995. 111è de la classificació general
- 1996. 91è de la classificació general
- 1997. 103è de la classificació general
- 1998. 93è de la classificació general
- 1999. 109è de la classificació general
- 2000. 118è de la classificació general

### Resultats a la Volta a Espanya
- 1990. Abandona (18a etapa)
- 1994. 77è de la classificació general. Vencedor d'una etapa
- 1995. 115è de la classificació general
- 1997. 115è de la classificació general
- 2000. Abandona (10a etapa)